# Камкалинський сільський округ
Камкали́нський сільський округ (каз. Қамқалы ауылдық округі, рос. Камкалинский сельский округ) — адміністративна одиниця у складі Сарисуського району Жамбильської області Казахстану. Адміністративний центр — село Шиганак.
Населення — 868 осіб (2021; 1158 у 2009, 2287 у 1999, 3608 у 1989).
Станом на 1989 рік існували Жайлаукольська сільська рада (село Жайлауколь) та Камкалинська сільська рада (села Камкали, Шиганак). 1997 року Жайлаукольський сільський округ увійшов до складу Камкалинського сільського округу.

## Склад
До складу округу входять такі населені пункти:
| Населений пункт  | Старі назви | Населення, осіб (1989) | Населення, осіб (1999) | Населення, осіб (2009) | Населення, осіб (2021) |
| ---------------- | ----------- | ---------------------- | ---------------------- | ---------------------- | ---------------------- |
| Жайлауколь, село | Жайляуколь  | 1524                   | 902                    | 464                    | 381                    |
| Камкали, село    | -           | 1027                   | 483                    | 258                    | 193                    |
| Шиганак, село    | Чиганак     | 1057                   | 902                    | 436                    | 294                    |